# Unterpörlitz

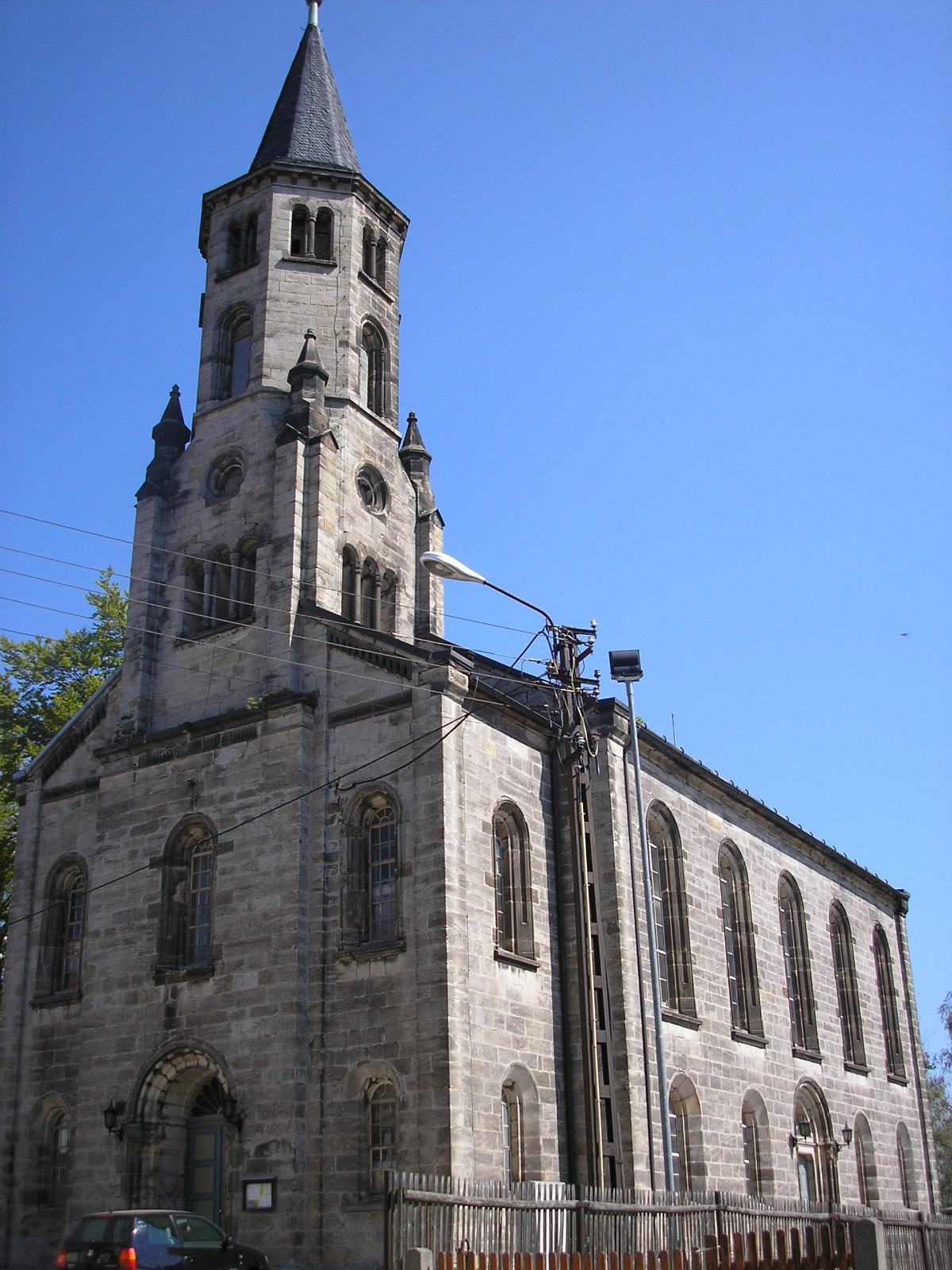
Dorfkirche

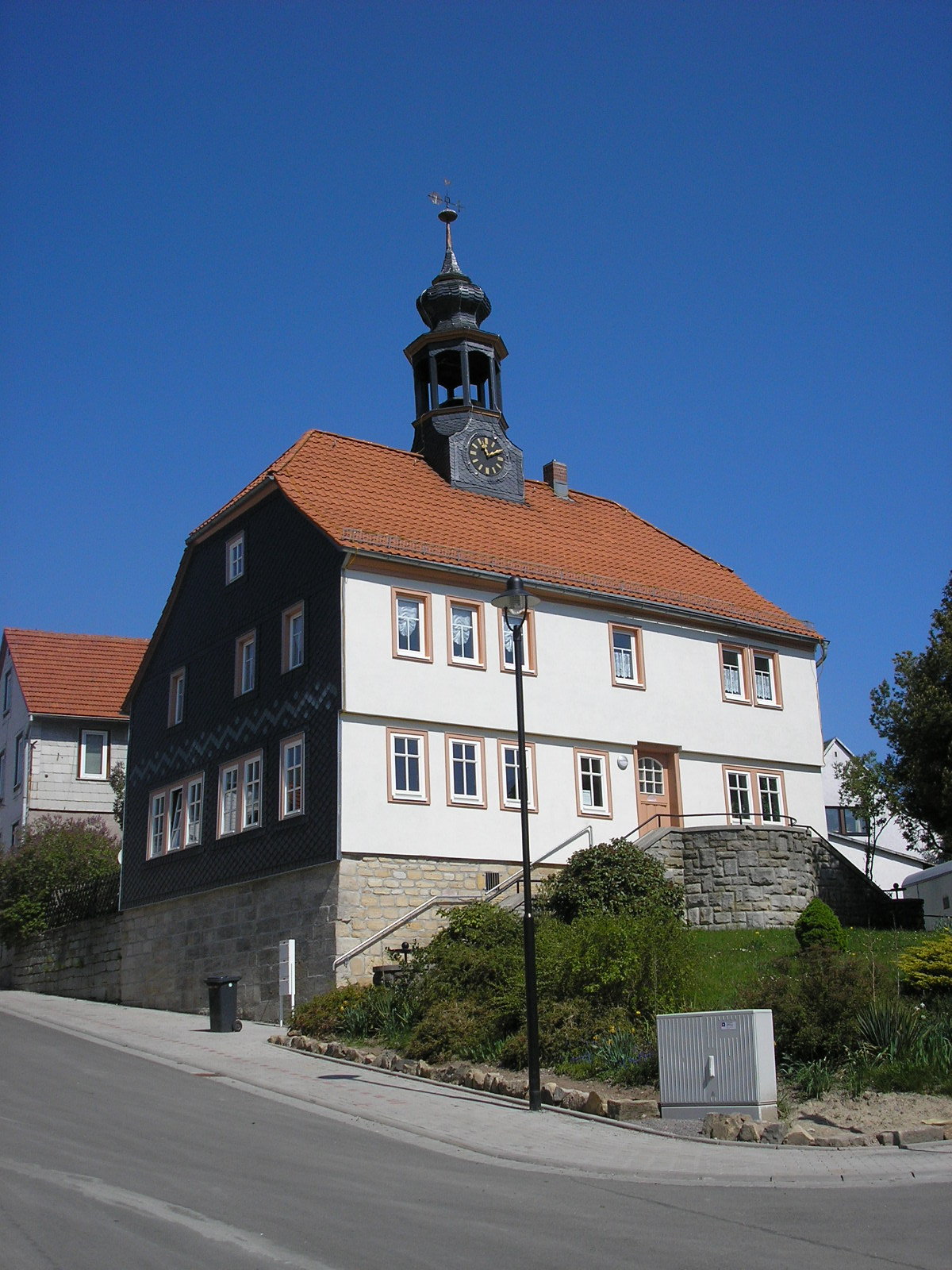
Ehem. Rathaus

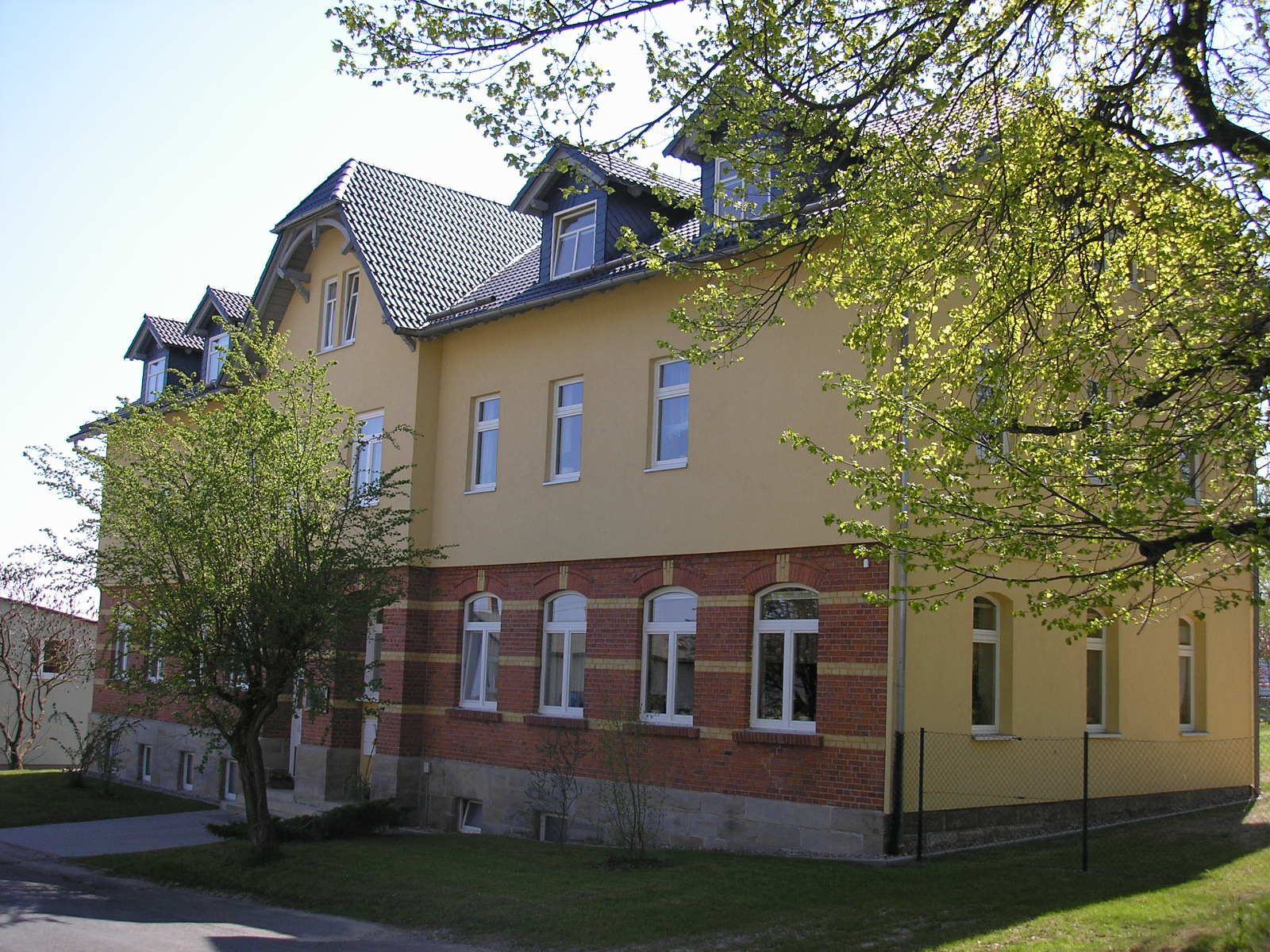
Schule

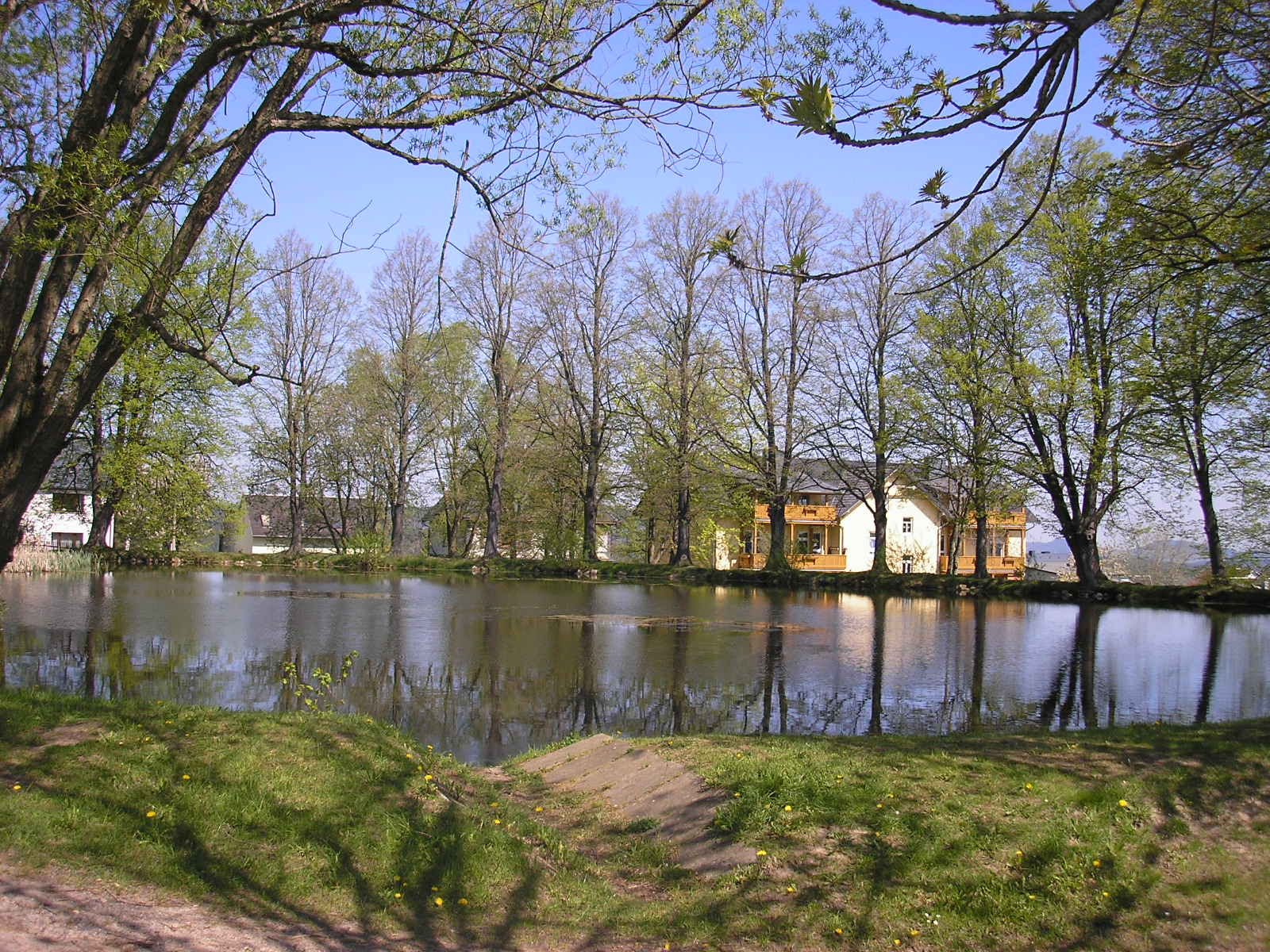
Dorfteich

Unterpörlitz ist ein Ortsteil der Stadt Ilmenau im Ilm-Kreis (Thüringen).

## Geografie
Der Ort liegt am Nordhang der Pörlitzer Höhe, einem 4 km langen, 570 Meter hohen Höhenzug, der die Wasserscheide zwischen Ilm und Gera am nördlichen Ilmenauer Stadtrand markiert. Der Süden des Ortes liegt direkt auf der Höhe, der Norden in einem Tal, das zur Wipfra entwässert wird. Südlich des Ortes liegt das Stadtgebiet Ilmenaus, das nahtlos nach Unterpörlitz übergeht. Nördlich erstrecken sich, begünstigt durch den Sandboden, große Kiefernwälder. Weitere Nachbarorte von Unterpörlitz sind das 1 km entfernte westlich gelegene Oberpörlitz, Heyda, 3 km nördlich und Bücheloh, 4 km östlich.

## Geschichte
Unterpörlitz wurde 1351 erstmals urkundlich erwähnt und am 1. April 1981 im Zuge der Errichtung des Wohngebietes Pörlitzer Höhe nach Ilmenau eingemeindet. Der Ort dürfte allerdings älter als Ilmenau sein, da er wesentlich besser gelegen ist und bei einer Ortsgründung gegenüber dem Ilmenauer Land bevorzugt ausgewählt worden ist. Die Ursprünge von Unterpörlitz liegen wahrscheinlich im 8. bis 10. Jahrhundert in einer sorbisch-slawischen Siedlung, was an der Namensendung -litz erkennbar ist.

### Kirche
- Dorfkirche Unterpörlitz

### Einwohnerentwicklung
- um 1450: ~ 120 Einwohner
- 1600: 180 Einwohner
- 1787: 375 Einwohner
- 1804: 378 Einwohner
- 1839: 501 Einwohner
- 1879: 718 Einwohner
- 1895: 1128 Einwohner
- 1938: 1852 Einwohner
- 1956: 2002 Einwohner
- 1977: 1600 Einwohner
- 1981: 1487 Einwohner
- 2000: 1619 Einwohner
- 31. Dezember 2002: 1518 Einwohner
- 31. Dezember 2003: 1503 Einwohner
- 30. Juni 2004: 1501 Einwohner
- 30. Juni 2005: 1507 Einwohner

## Politik
Die Unterpörlitzer Ortsteilbürgermeisterin ist seit 2004 die ehemalige Rennrodlerin Ute Oberhoffner. Sie wurde zuletzt bei den Kommunalwahlen in Thüringen am 26. Mai 2024 im Amt bestätigt. Ihr steht ein Ortschaftsrat aus acht Mitgliedern bei.

## Wirtschaft und Verkehr
Unterpörlitz ist ein landwirtschaftlich geprägter Ort. Heute arbeiten die meisten Einwohner in Ilmenau.
Von Unterpörlitz führen mehrere Straßen in das Ilmenauer Stadtgebiet, außerdem gibt es Straßen nach Oberpörlitz und Heyda. 1998 bekam der Ort einen Bahnanschluss. Damals wurde an der Bahnstrecke Erfurt–Ilmenau der Haltepunkt Ilmenau-Pörlitzer Höhe eingerichtet. Er befindet sich etwa 1 km südlich von Unterpörlitz. 1 km nördlich des Ortes verläuft die A 71, die mit den Talbrücken Streichgrund und Altwipfergrund das Wipfratal überspannt.

## Persönlichkeiten
- Volker Frommann (1944–1973), Todesopfer an der Berliner Mauer, wurde hier geboren und ist auf dem Ortsfriedhof begraben
- Hans Hauschulz (1912–1951), Politiker (SED), geboren in Unterpörlitz
- Ute Oberhoffner (* 1961 in Ilmenau), ehemalige Rennrodlerin, jetzt Ortsbürgermeisterin von Unterpörlitz
- Daniel Schultheiß (* 1980 in Sonneberg), Oberbürgermeister von Ilmenau, lebt in Unterpörlitz